# Astley Cooper
Sir Astley Paston Cooper (Brooke, 23 agosto 1768 – Londra, 12 febbraio 1841) è stato un chirurgo e anatomista inglese.
I suoi contributi sono stati diffusi e hanno migliorato ed avanzato la comprensione e il trattamento delle malattie del seno, degli aneurismi vascolari e delle ernie della parete addominale, insieme alla chirurgia ortopedica e otologica. I suoi studi ed esperimenti sono ancora oggi divulgati ed utilizzati come spunti per ricerche mediche. A lui si deve la scoperta di diverse strutture anatomiche che hanno persino preso il suo nome.

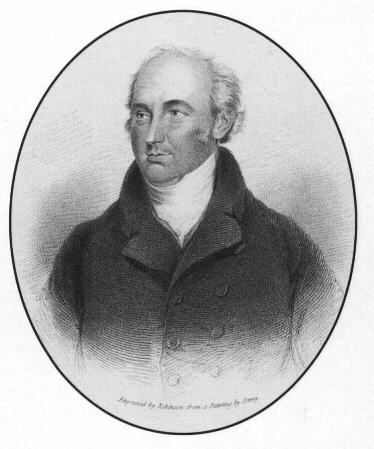
Astley Cooper (1768-1841)

## Biografia

### L'infanzia
Astley Cooper nacque il 23 agosto del 1768 a Brooke, nel Norfolk. Il padre, Samuel Cooper, dopo aver intrapreso gli studi di teologia nel Magdalene College a Cambridge, ottenne successo nella carriera ecclesiastica; Maria Susanna Bransby, la madre di Astley, conobbe Samuel nella Chiesa che egli stesso frequentava. I due giovani nel 1768 si trasferirono a Broke Hall dove coltivarono il loro comune amore per la scrittura. Maria ebbe sei gravidanze, ma l'ultima, quella in cui nacque Astley fu la più difficile. Egli infatti, subito dopo essere stato battezzato il 9 settembre 1768, venne affidato ad una balia: Mrs Love (alla quale, nei suoi libri, si rivolgerà con il diminutivo di madre adottiva). Non è chiaro quanto tempo rimase dalla famiglia della nutrice ma la relazione con la famiglia Love fu molto significativa nella sua vita. Una volta terminata la difficile gravidanza della madre, Astley tornò cosi a vivere di nuovo a Broke Hall.
La famiglia Cooper fu una delle tante famiglie colpite dalla tubercolosi e Astley ebbe un incontro ravvicinato con la malattia, dapprima indirettamente, perché ne furono vittime le sue sorelle, e poi direttamente, questo perché si ammalò anche lui stesso. Astley ebbe fin da piccolo un'educazione completa da parte della madre e del padre, dalla prima apprese la lingua inglese e la storia, dal secondo invece proviene l'impronta cattolica e la buona conoscenza delle antiche lingue del latino e del greco. Nello stesso periodo, dal maestro del villaggio locale, imparò a leggere e a scrivere e la matematica, ma la sua insegnante preferita fu quella di danza.

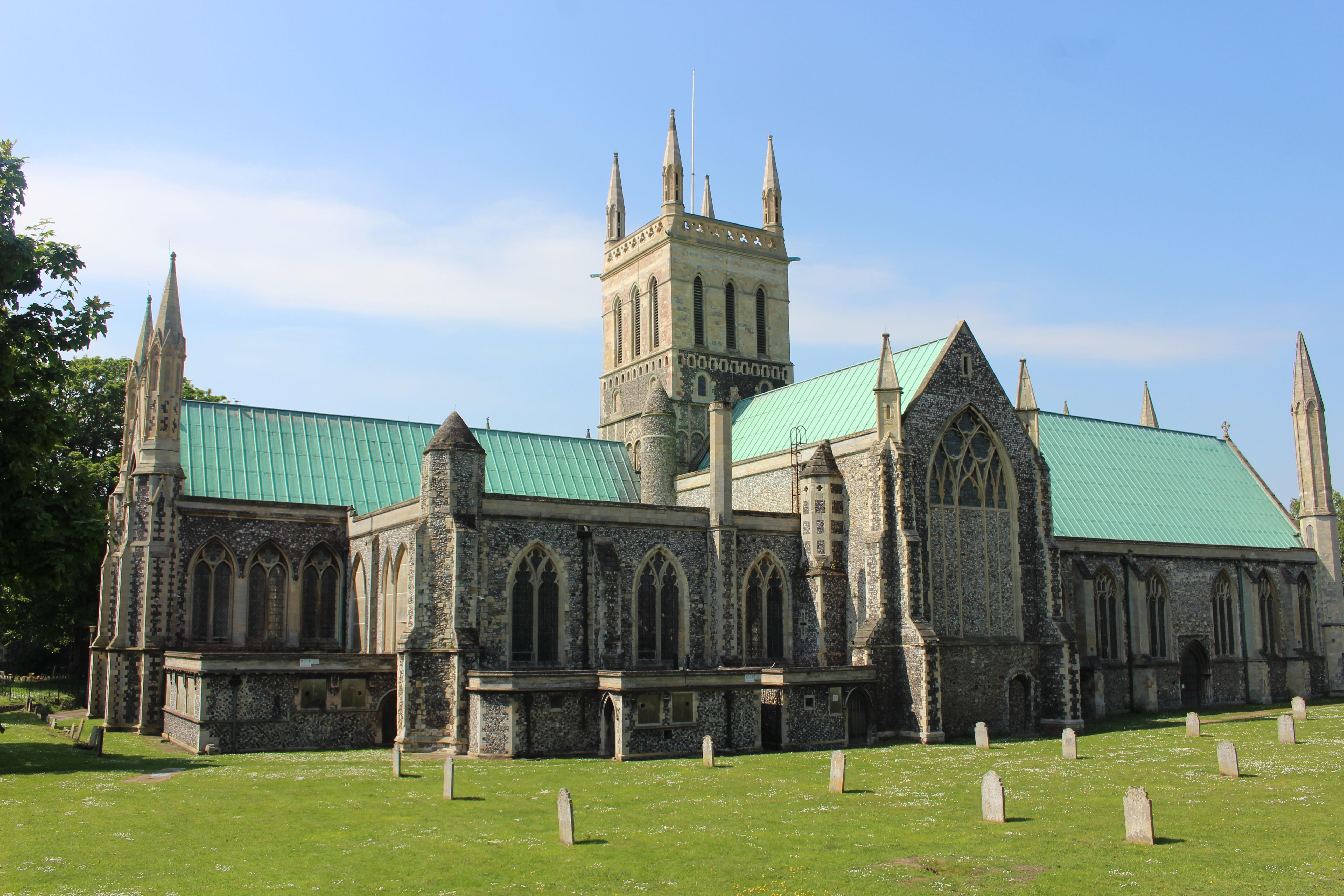
Great Yarmouth Minster

Le storie riguardo alla vita di Astley ci pervengono dalla biografia scritta dal nipote Bransby, figlio di Samuel Lovick, nella quale inserisce un aneddoto della sua infanzia: Bransby racconta di quando John Love, all'età di 13 anni venne investito da un carro. Mentre giaceva a terra il carro si fermò con una delle sue ruote sopra la sua gamba e quando finalmente si liberò, il sangue iniziò a sgorgare dalla parte posteriore del ginocchio.
' All was alarm and confusion, when the young Astley, in the midst of the distressing scene, alone capable of deliberating, and perceiving the necessity of instantly preventing further loss of blood, had the presence of mind to encircle the limb with his pocket handkerchief above the wound ... and stopped the bleeding. To these means his foster-brother owed a prolongation of life until the arrival of the surgeon who had been sent for ... '
Mentre John Love giaceva sanguinante nella terra di Norfolk, furono inviate richieste urgenti ai chirurghi locali, tutti improvvisamente occupati e John morì.
Nel 1781 Astley e la sua famiglia si trasferirono nella città costiera di Great Yarmounth, in una casa accanto alla Chiesa di San Nicola (la chiesa esiste ancora e in una finestra della soffitta è inciso il nome 'Samuel Cooper').

### La carriera
I Cooper erano ben contenti di investire nell'educazione dei loro figli ma Astley non mostrava piacere nei libri, tant'è vero che, per un periodo, sembrò attratto dalla carriera militare. Ma i familiari di Cooper aprivano la porta verso altre possibilità: non solo lo zio William era un chirurgo, ma lo era anche il padre.
Quando la famiglia si trasferì a Yarmounth, Astley iniziò il suo addestramento da Francis Turner, un farmacista e chirurgo del luogo. In quel periodo la professione medica era divisa in tre lavori: al primo posto della gerarchia vi era il farmacista, che aveva la funzione di somministrare farmaci e pozioni su istruzioni del medico; successivamente vi erano i chirurghi e infine gli apotecari.
Tra il 1782 e il 1783 egli fu chiamato per fare apprendistato da Edward Rigby, un chirurgo di Norfolk, nell'ospedale di Norwich, nel cuore della città. Prima del suo quindicesimo compleanno, Astley viveva con Rigby in qualità di apprendista. In seguito al tirocinio di prova, arrivò a presenziare nell'ospedale facendo esperienza in sala operatoria. La sua unica esperienza formativa professionale fu un'operazione di routine in cui vi era un uomo operato per dei calcoli.
L'operazione impressionò cosi tanto Cooper che lo spinse a intraprendere la carriera di chirurgo a Londra.

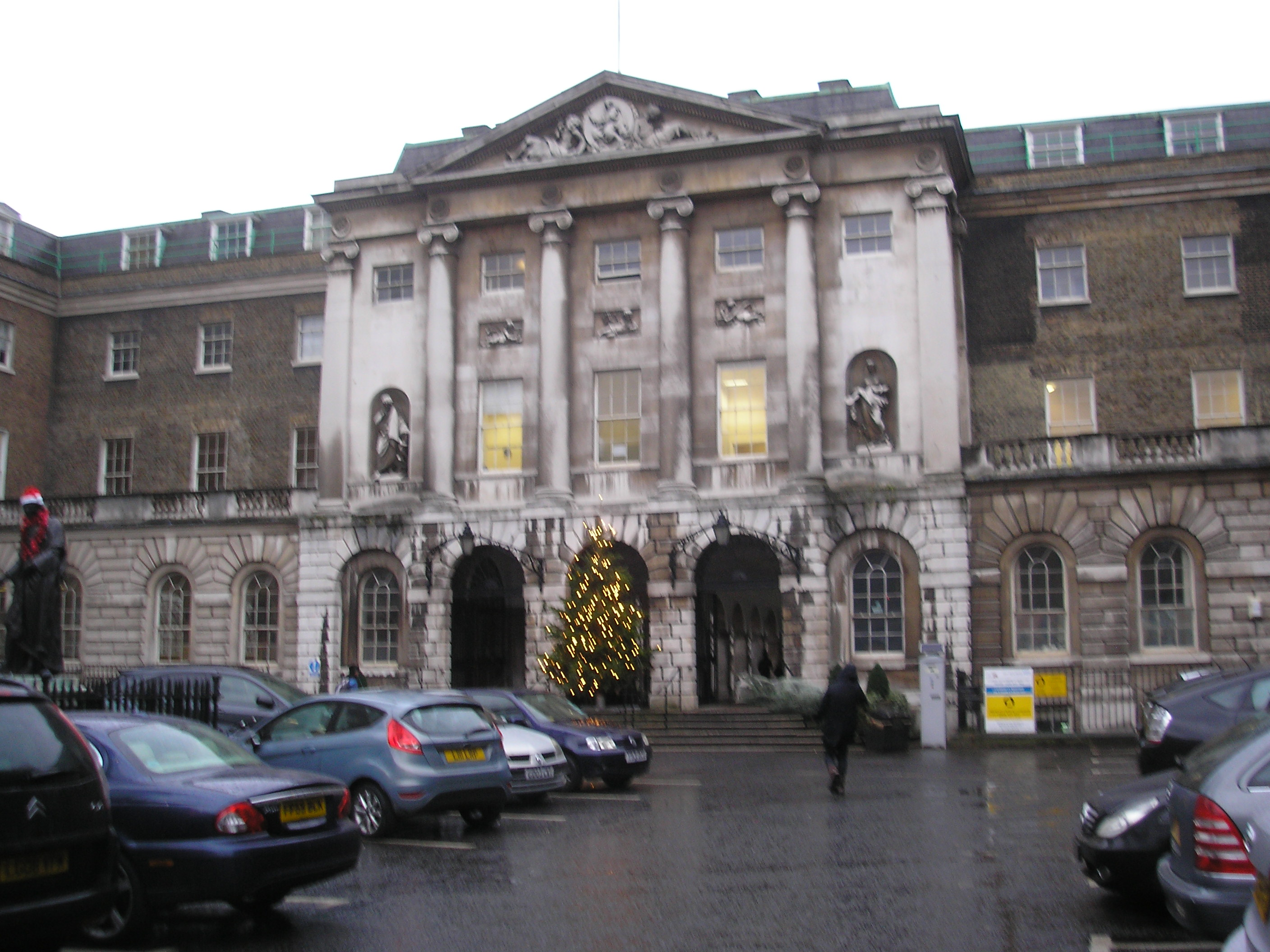
Guy's Hospital

Nel 1784 iniziò a lavorare e a studiare nel Guy's Hospital e già all'inizio della sua prima sessione fu eletto membro della Guy's Hospital Medical Society dove presentò un articolo sul cancro al seno, malattia che interessò tutta la sua carriera personale. Il secondo anno non solo spese molte ore sulla dissezione e sullo studio, ma diventò anche una specie di dimostratore non ufficiale, non soltanto per la sua bravura, ma anche per l'impopolarità del dimostratore ufficiale Haighton e fu eletto membro del comitato di gestione della Physical Society. Nell'ottobre del 1787, all'inizio del suo quarto anno, andò ad Edimburgo dove apprese molte importanti nozioni e imparò il lavoro da molti professori, tra cui Alexander Monro.
Tornato a Londra ritrovò il suo compagno di apprendistato Holland e conobbe uno dei suoi migliori amici, Edward Coleman che successivamente diventerà un importante veterinario. Nel 1789 venne assunto come dimostratore in anatomia al St. Thomas Hospital al posto di Haighton. Nel 1791 Henry Clyne chiese ad Hastley Cooper di dividere con lui le lezioni e di svolgerle insieme. Quest'occasione fu un grande obiettivo per lui perché segnò la fine del suo essere studente e l'inizio della sua carriera professionale, all'età di soli 23 anni.

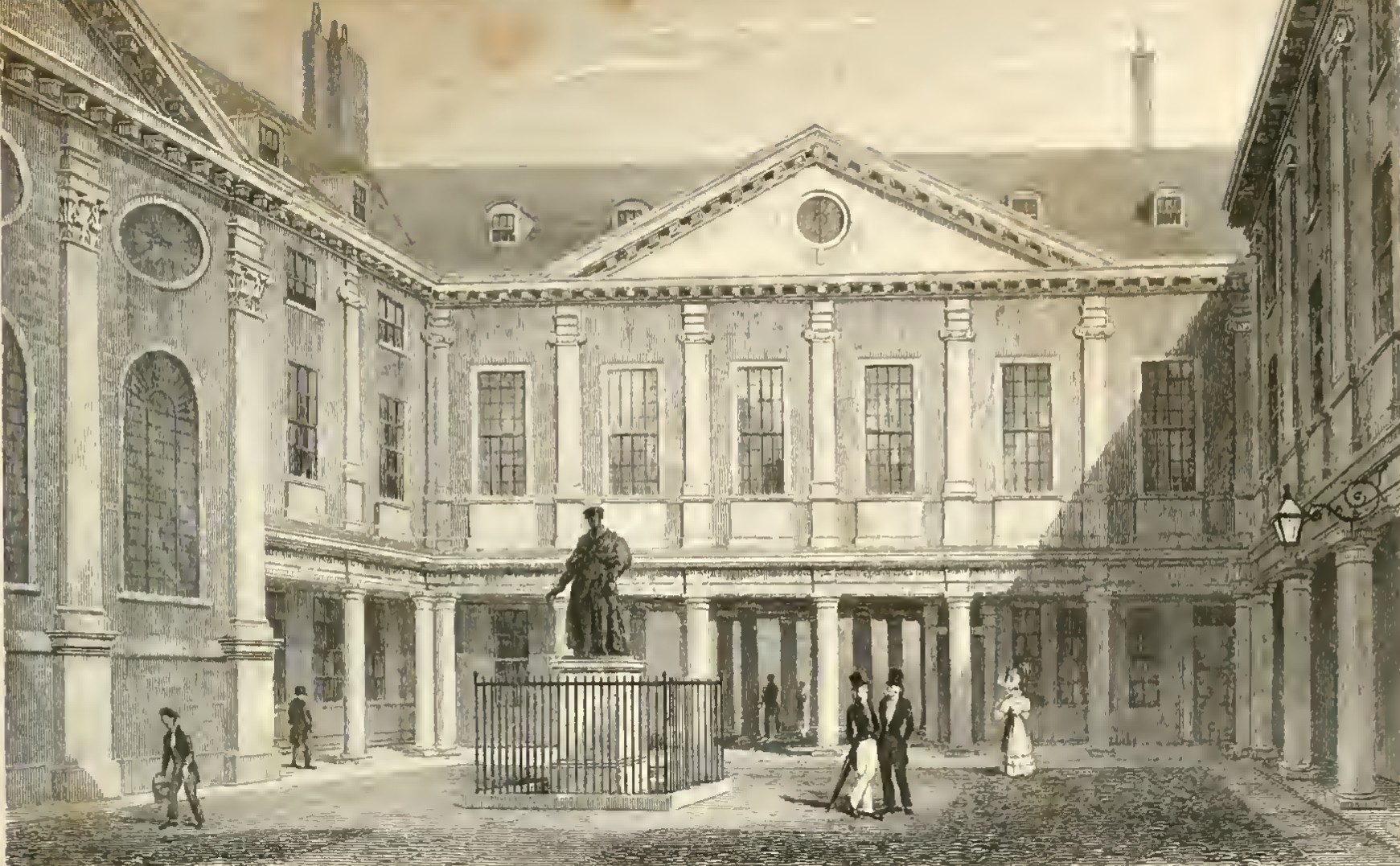
Saint Thomas Hospital

Dopo essere scappato da Parigi, nel 1792, tornò a Londra dove tenne le prime lezioni di anatomia e chirurgia: esse furono quasi un fallimento poiché Cooper utilizzava alcuni principi ed espressioni che erano quasi incomprensibili agli studenti e questo gli causò ansia e delusione. Ben presto però, riuscì a capire quale fosse il problema nei suoi insegnamenti e iniziò a spiegare introducendo casi reali direttamente presi dall'ospedale. Così facendo il successo fu immediato e il numero degli studenti che assistevano alle sue lezioni iniziò a crescere sempre di più.
Nel 1793 ebbe la nomina di docente di anatomia al Surgeons' Hall. Il mestiere di professore di anatomia consisteva nel dissezionare pubblicamente i corpi dei criminali giustiziati e spiegarne l'anatomia. La nomina annuale fu rinnovata per l'anno successivo ma egli decise di non continuare per il terzo anno.
Nel 1798 fu pubblicato il libro “Medical Records and Researches”; il libro contiene le prime pubblicazioni chirurgiche di Cooper, questi sono due saggi, uno che riporta un caso di ernia diaframmatica e l'altro su osservazioni ed esperimenti sull'ostruzione del dotto toracico. Nel 1800 William Cooper diede le dimissioni dal suo posto come chirurgo al Guy's Hospital e Astley Cooper lo rimpiazzò. Nel frattempo egli eseguiva nel suo magazzino dissezioni umane rischiando di essere scoperto.
Sempre nel 1800 pubblicò un articolo su due pazienti nei quali riscontrò una perforazione di entrambi i timpani e scoprì che non solo i suoi pazienti sentivano bene, ma l'orecchio di uno dei due pazienti era sensibile alle note musicali. Nel 1801 scrisse un secondo articolo nel quale suggeriva che certe forme di sordità potevano essere attenuate con la miringotomia: perforando la membrana timpanica, l'aria riesce ad entrare nell'orecchio medio ristabilendone la funzione. Per questo articolo fu premiato con la medaglia Copley dalla Royal Society.
Nel 1804 pubblicò il primo volume del suo importante lavoro: il suo trattato Hernia che dedicò all'amico Henry Cline. Il successo del libro fu immediato e le copie furono vendute tutte. Nel 1805 Astley eseguì la prima legatura della carotide comune per un aneurisma; il paziente però morì tre settimane dopo l'operazione. Circa tre anni dopo eseguì nuovamente la stessa operazione e il paziente visse per altri tredici anni. Queste operazioni non erano solo dei semplici interventi chirurgici, ma erano frutto di esperimenti fatti sugli animali e sulle osservazioni sugli uomini.
Nel 1817 l'apice del suo lavoro sulla chirurgia arteriosa fu la legatura dell'aorta addominale, forse la più importante operazione della sua carriera.
Nel 1820 il re Giorgio IV soffrì a causa di una cisti infiammata alla testa e decise di chiamare Astley Cooper. Quando egli vide per la prima volta la cisti notò che era delicata e infiammata. Nella primavera del 1821 Cooper operò il re e chiese all'amico Henry Cline di essere presente durante l'operazione. L'intervento andò molto bene e per il suo servizio il re lo nominò baronetto. Successivamente il re e Cooper si incontrarono molte volte e diventarono buoni amici, tant'è che nel 1828 fu nominato capo chirurgo di Giorgio IV e successivamente anche di Guglielmo IV e anche della giovane Regina Vittoria.
Nel 1840 eseguì l'ultima operazione importante su Lady Jersey. Nel periodo di Natale la salute di Astley peggiorò sempre di più e le difficoltà respiratorie divennero molto gravi. Il 12 febbraio 1841, all'età di 72 anni, morì. Le ultime parole furono “Addio, che Dio vi benedica”. Dopo la sua morte Joseph Towne scolpì un busto in marmo che si erge su un grande plinto recante un rilievo di tre uomini che trasportano un malato. Questo busto è attualmente all'entrata della scuola di medicina del Guy's Hospital e copie di esso si trovano al Royal College of Surgeons e alla Royal Society of Medicine.

### Vita privata
Poco dopo il suo arrivo a Londra, all'inizio dei suoi studi, Astley Cooper conobbe un ricco mercante di nome Mr. Cook e si innamorò subito di sua figlia Ann; una volta finito l'apprendistato i due si fidanzarono e decisero di sposarsi. Il matrimonio, che all'inizio doveva svolgersi il 21 novembre 1791, fu spostato in gran segreto a dicembre a causa della morte del padre della sposa. La coppia ha vissuto in una casa a Jefferies Square. Nell'estate 1792 si recò a Parigi con la moglie dove sperava di assistere alle lezioni dei grandi chirurghi francesi. Inoltre egli frequentò le lezioni di Dessault e Chopart e partecipò anche agli incontri dell'assemblea nazionale dove presenziarono: Danton, Marat e Robespierre. Rimase a Parigi per vari mesi e si trovò ad assistere ai massacri di settembre del 1792. Astley e sua moglie riuscirono a scappare da Parigi verso la prima metà di Settembre.
Nel novembre 1792 nacque la sua prima figlia Anna Maria. Nel 1793 si ammalò e, dopo vari tentativi per far migliorare la sua salute, morì nel 1794 per un acuto attacco di idrocefalo. La morte della figlia sconvolse Astley ma soprattutto sua moglie, i quali non ebbero più figli ma decisero di adottare una bambina di nome Sarah.

### Contributi chirurgici
Nel 1818 Cooper pubblicò i suoi “Surgical Essays” nei quali descrisse tre casi chirurgici da lui studiati (di cui uno dissezionato da lui stesso) che rappresentavano degli esempi di quello che ora prende il nome di coartazione dell'aorta riguardo alla quale, a lui stesso, dobbiamo un'importante studio sulla circolazione collaterale.
Il 24 giugno 1817 Cooper ottenne la possibilità di applicare i suoi studi su un uomo; i dettagli di questa dimostrazione ci arrivano da un documento scritto da un suo studente: Edward Osler, nonno di Sir William Osler. Il paziente, Charles Hutson, presentava un aneurisma iliaco e Cooper, prima di iniziare l'operazione, attese l'emorragia per poter individuare precisamente il punto dell'aneurisma e praticare la legatura dell'arteria. Al risveglio il paziente accusò un po' di dolore ma il giorno dopo si trovava tranquillamente seduto sul letto senza riscontrare particolari effetti collaterali. Proprio per questo Cooper nutriva grandi speranze sulla riuscita dell'operazione ma, pochi giorni dopo, il paziente attraversò una notte insonne e all'una di notte morì, esattamente 40 ore dal termine dell'intervento. Durante l'autopsia la legatura fu trovata perfettamente annodata attorno all'aorta, poco distante dalla biforcazione e non fu riscontrata nessuna infiammazione peritoneale anche se, aprendo l'aorta, furono trovati tre coaguli ai quali si attribuì la causa della morte del paziente. Purtroppo Cooper non poté più affrontare un simile intervento, ma questo tentativo fu sicuramente spunto di nuove riflessioni e studi di altri medici.
Il contributo di Cooper alle innovazioni chirurgiche non finisce qui: alcuni chirurghi erano a conoscenza delle scaltre e precise osservazioni e degli esperimenti eseguiti per trovare un metodo sicuro di legatura dei vasi. Questa pratica viene generalmente attribuita a Joseph Lister che introdusse l'utilizzo del cutgat sterilizzato, anche se in realtà il primo ad utilizzarlo fu Astley Cooper, cinquant'anni prima; infatti egli praticò la legatura con il cutgat per legare un'arteria principale nel 1817.

## Opere
I suoi principali lavori pubblicati sono stati:
- Anatomia e trattamento chirurgico dell'ernia (1804-1807);
- Lussazioni e fratture (1822);
- Lezioni di Chirurgia (1824-1827);
- Illustrazioni di malattie del seno (1829);
- Anatomia della ghiandola del timo (1832);
- Anatomia del seno (1840).